# سی‌ان‌آر (نرم‌افزار)
نرم‌افزار سی‌ان‌آر یک سرویس تحویل نرم‌افزاری با یک کلیک رایگان است که برای آسانتر یافتن و نصب نرم‌افزار لینوکس ایجاد شده‌است. این نرم‌افزار به کاربر در یافتن و نصب نرم‌افزار روی رایانه خود کمک می‌کند.
سی‌ان‌آر یک بانک اطلاعاتی بزرگ از برنامه‌های لینوکس ارائه می‌دهد که برای استفاده روزمره و ویژه مناسب است و از توزیع‌های مختلف لینوکس پشتیبانی می‌کند.